# 16"/45 Mark 1
16"/45 Mark 1 e корабно оръдие с калибър 406 mm разработено и произвеждано в САЩ. На въоръжение във ВМС на САЩ. Разработката на оръдието започва през 1913 г. С тях са въоръжени трите супердредноута от типа „Колорадо“. Всичко са произведени около 40 оръдия, върху които постоянно се правят подобрения, в резултат на които се появяват множество модификации на оръдието. В процеса на модернизация на линкорите, през 1930-те години, са модернизирани и оръдията им, които получават новото обозначение Mark 5. Тези оръдия са разглеждани като вариант за въоръжение на новите линкори от типа „Норт Керолайн“, но в накрая е взето решението за разработката на новото оръдие Mark 6. По време на нападението над Пърл Харбър, на 7 декември 1941 г., „Мериленд“ е силно повреден и влиза за продължителен ремонт, по време на която е произведена и коренна модернизация на оръдията. Оръдията получават нарязване, зарядна камера и затворен механизъм аналогични на оръдията Mark 6. Модернизираните оръдия получават обозначението Mark 8.

## Конструкция и модификации на оръдията

### Обозначение
В официалната литература на ВМС на САЩ за обозначаването на оръдията, приети на въоръжение, се използва съставното наименование на вида 16 inch Mark 1 mod. 2, т.е. „Калибър“ + „Модел“ + „Номер на модела“ + „Модификация“ + „Номер на модификацията“. Калибърът се дава в дюймове. Терминът модел най-често се предава напълно – като „Mark“. Понякога се използва съкращението „Mk“. Номерът на модела в литературата от началото на XX век се дава в римски цифри. За това е възможно да се срещне наименованието 16 inch Mark I (например в ORDNANCE PAMPHLET № 127 DECEMBER 1916 REVISED JANUARY 1918). В по-късната литература се използват вече само арабски цифри. За базовия модел обозначението за „Модификация“ в американската литература до 1950-те години не се използва, т.е. дава се като 16 inch Mark 1 (ORDNANCE PAMPHLET № 127,
SECOND REVISION JUNE 1924 и ORDNANCE PAMPHLET № 127 THIRD REVISION APRIL 1942). Последващите модификации се обозначават като „Mod.“ или „mod“ с добавянето на номера с арабски цифри. След Втората световна война в американската класификация модификациите за обозначаването на базовия модел започва да се използва обозначението mod 0 (ORDNANCE PAMPHLET № 127 FOURTH REVISION AUGUST 1956). В работите на Кемпбъл между модела и модификацията той поставя знака „/“, а след номера на модификацията – точка. За това следва да се приеме, че при него на обозначението Mark 1/0. съответства американското обозначение 16 inch Mark 1 mod. 0, а на обозначението Mark 1/2. е еквивалентно 16 inch Mark 1 mod. 2.

### 16-inch type gun
Опитен образец. В официалната документация е обозначено просто като 16-inch type gun (на български: оръдие 16-инчов тип). Конструктивно оръдието се състои от вътрешна тръба, кожух, седем укрепващи и два фиксиращи пръстена. Вътрешната тръба, кожуха, закрепващите пръстени В са от никелева стомана, останалите части са направени от оръдейна стомана. Оръдието е скрепено с цилиндри по цялата си дължина – до самото дуло. Буталното гнездо се завинтва в цилиндъра С1 и има фланец с дебелина 114,3 мм (4,5 дюйма), със същия диаметър като на оръдието. Хамута за закрепване в люлката е разположен на 889 мм (35 дюйма) от челото на затвора. Диаметърът на оръдието в района на камерата е 1346 мм (53 дюйма). Цилиндричната повърхност за направляващите на люлката започват на 3073 мм (121 дюйм) от челото на затвора, тя има диаметър 1219 мм (48 дюйма) и продължава 3429 мм (135 дюйма), с един шпонков канал отгоре на оръдието. Минималният диаметър на дулната част е 609,6 мм (24 дюйм), а диаметърът при дулното удебеляване е 660,4 мм (26 дюйма). Общата дължина на оръдието е 18 669 мм (735 дюйма), а на вътрешната тръба – 18 288 мм (720 дюйма). Затворният механизъм е 16-дюймов тип. Оръдието е с №1.

### Mark 1 Mod 0
Базова модификация с нарези с прогресивна извивка. Стволът се състои от лайнер, вътрешна тръба, кожух, седем укрепващи цилиндъра и четири фиксиращи пръстена. Лайнерът, вътрешната тръба, кожуха, скрепяващите цилиндри B2, B3, D1 и фиксиращия пръстен E1 са от никелова стомана, останалите части – от оръдейна стомана. Хамута за закрепване в люлката е разположен на 1130,3 мм (44,5 дюйма) от челото на затвора. Цилиндричната повърхност на казенната част (направляващите на люлката) започва на 3327,4 мм (131 дюйма) от среза на казенника и има дължина 3810 мм (150 дюйма) при диаметър 1244,6 мм (49 дюйма), с един шпонъчен канал отгоре. Външният диаметър на ствола съставлява 1358,9 мм (53,3 дюйма) в района на зарядната камера. Минималният диаметър при дулната част е 596,9 мм (23,5 дюйма), дулното удебеляване е с диаметър 673,1 мм (26,5 дюйма). Общата дължина на оръдието е 18 694,4 (736 дюйма) при дължина на вътрешната тръба от 18 288 мм (720 дюйма). Буталния затвор е тип Mark 1 със затваряне система „Уелин“ (многостепенно бутало) и с отваряне надолу. Дясната нарезка се състои от 96 нареза с прогресивна извивка – започвайки от един оборот на 50 калибра и достигайки до оборот на 32 калибра на 15 036,8 мм (592 дюйма) от началото на нарезите. Нататък, до дулния срез, върви постоянна нарезка – един оборот на 32 калибра.

### Mark 1 Mod 1
Конструкцията е идентична на Mark 1 Mod 0, но нарезите са с постоянна извивка – 1 оборот на 32 калибра.

### Mark 1 Mod 2
Модификация на Mark 1 с лайнер закрепен със стопорен пръстен, заключваща муфа и разстояние между лайнера и ръба на вътрешната тръба.

### Mark 1 Mod 3
Модификация на Mark 1 Mod 1 с изменения аналогични на Mark 1 Mod 2.

### Mark 1 Mod 4
Mark 1 Mod 0 с лайнер скрепен със стопорен пръстен и добавен центриращ пръстен в буталното гнездо.

### Mark 1 Mod 5
Модификация на Mark 1/0 с по-тежък конусен лайнер от въглеродна стомана закрепен със стопорен пръстен, заключваща муфа и пространство между лейнера и ръба на вътрешната тръба.

### Mark 1 Mod 6
Оръдие № 33. Mark 1 Mod 2 с увеличен до 3,25° скос на опорния конус на зарядната камера, започващ от диаметър 424,688 мм (16,72 дюйма) и с разширяване до (5,9 дюйма) при дулното удебеляване.

### Mark 1 Mod 7
Mark 1 Mod 6 с използването на фиксиращ пръстен удържащ вътрешната тръба и лайнер от движение настрани в казенната част, вместо стопорния пръстен и заключващата муфа.

### Mark 1 Mod 8
Mark 1 Mod 2 с използването на фиксиращ пръстен удържащ вътрешната тръба и лайнер оот движение настрани в казенната част, вместо стопорния пръстен и заключващата муфа.

### Mark 1 Mod 9
Mark 1 Mod 4 с използването на фиксиращ пръстен удържащ вътрешната тръба и лайнер оот движение настрани в казенната част, вместо стопорния пръстен и заключващата муфа.

### Mark 1 Mod 10
Mark 1 Mod 5 с използването на фиксиращ пръстен удържащ вътрешната тръба и лайнер оот движение настрани в казенната част, вместо стопорния пръстен и заключващата муфа.

### Mark 5 Mod 0
Преправяне на Mark 1 Mod 2. Основните доработки са направени в конструкцията на зарядната камера – изменени са преходния и опорния конуси.

### Mark 5 Mod 1
Преправяне на Mark 5. Използван е фиксиращ пръстен удържащ вътрешната тръба и лайнер оот движение настрани в казенната част, вместо стопорния пръстен и заключващата муфа.

### Mark 5 Mod 2
Преправяне на Mark 1 mod 7, mod 8, mod 9 и mod 10, Mark 5, Mark 5 mod 1. Лайнерът е с един ръб и по-силно притискане. Използван е фиксиращ пръстен удържащ вътрешната тръба и лайнер от движение настрани в казенната част, вместо стопорния пръстен и заключващата муфа. Конструкцията на зарядната камера като при Mark 5.

### Mark 5 Mod 3
Преправяне на експерименталното оръдие Mark C. Конструкцията на зарядната камера е идентична на Mark 6. Нарезката е като на Mark 5. Така както е и при Mark C, по сравнение с Mark 5, в дулната част е добавен още един скрепяващ цилиндър B4. Планирано е за използване в триоръдейни установки.